# Rue Edmond-Rousse
La rue Edmond-Rousse est une voie du 14e arrondissement de Paris, en France.

## Situation et accès

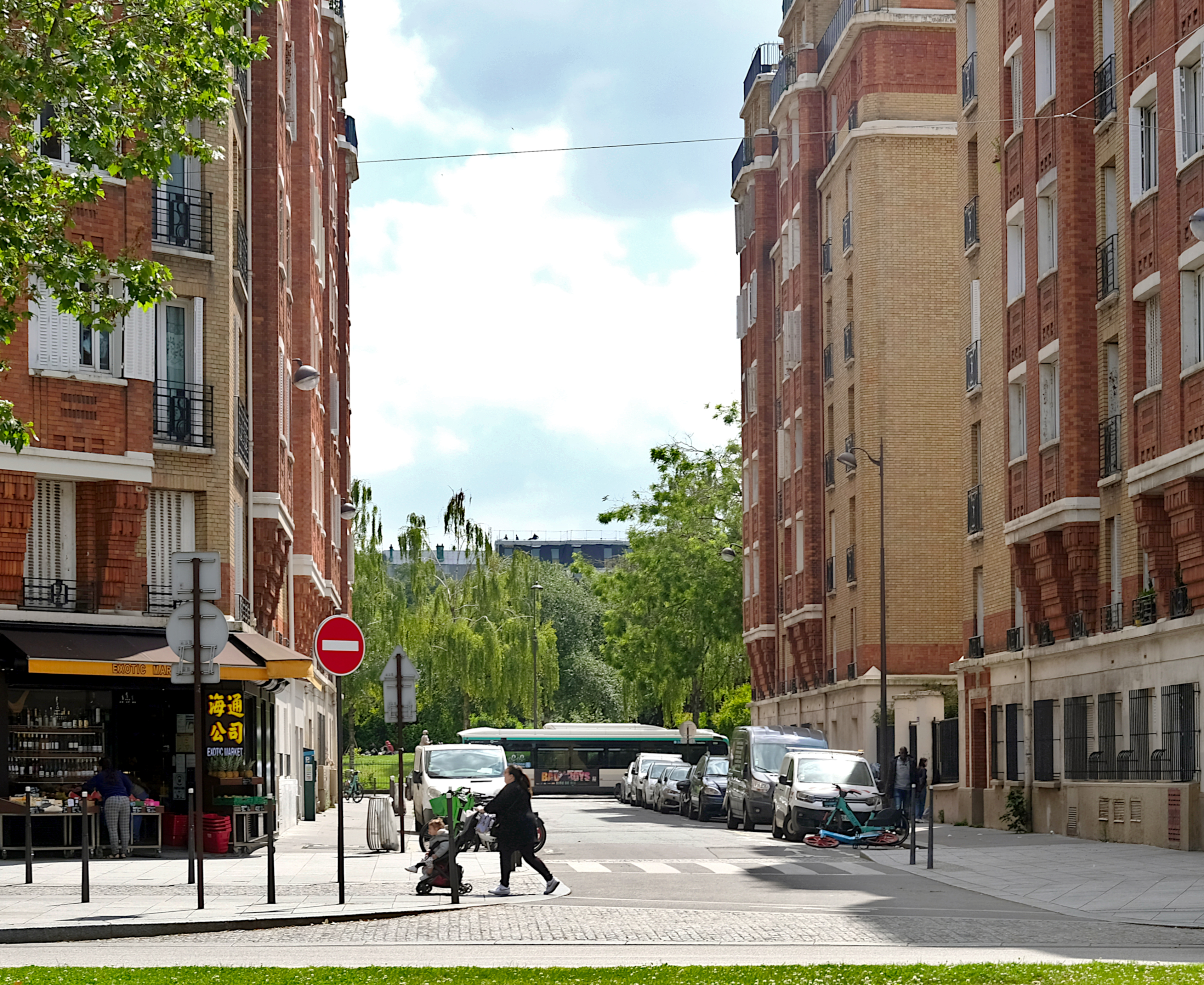
La rue Edmond-Rousse vue depuis le boulevard Brune.

La rue Edmond-Rousse est une voie publique située dans le 14e arrondissement de Paris. Elle débute au 132, boulevard Brune et se termine au 39, avenue Ernest-Reyer.

## Origine du nom
La rue porte le nom d’Edmond Rousse (1817-1906), avocat, membre de l'Académie française.

## Historique
La voie a été ouverte et a pris sa dénomination actuelle en 1926 sur l'emplacement du bastion no 79 de l'enceinte de Thiers.